# Nico de Vries
Nicolaas Mathieu Frederik (Nico) de Vries (Maastricht, 12 april 1961) is een Nederlands acteur, bekend van zowel hoofd- als bijrollen in Nederlandse televisie- en filmproducties.

## Biografie

### Carrière
Hij studeerde in 1985 af aan de Toneelschool in Maastricht.
Zijn carrière loopt uiteen van gastrollen tot grotere (hoofd)rollen. Zo was hij te zien in diverse politieseries als Baantjer, Unit 13 en Spangen maar had hij een hoofdrol in de kinderserie Otje waarin hij de rol van vader Tos speelt.
Naast televisiewerk speelt hij ook in musicals. In 2007 werd hij genomineerd voor de "Beste Mannelijke Hoofdrol in een Kleine Musical" voor de musical Jungle Boek. Hierin is hij te zien als beer Baloo. De prijs ging uiteindelijk naar Daniël Boissevain. In 2007 was hij te horen in het hoorspel over Olivier B. Bommel op Radio 1. Hij was tot 2012 een van de spelregisseurs bij Kinderen Geen Bezwaar.

### Privéleven
De Vries groeide op in Maastricht in een gezin met vier broers. Hij is samenwonend met actrice Carine Crutzen. Samen hebben zij twee zonen.

## Filmografie
- 1993 - Vrouwenvleugel - Rechercheur Meijer
- 1996 - Baantjer: De Cock en de moord op de wallen - Rooie Henkie
- 1996 - Voor hete vuren: Ondergrondse - Brandweercommandant
- 1997 - Karakter
- 1998 - Unit 13 - Spalding (1998)
- 1998 - Otje - Tos
- 2002 - Spangen: Wraak - Cor Vogels
- 2002 - Ernstige Delicten: Laatste reis - Directeur van taxibedrijf
- 2003 - Anderland - Bran
- 2006 - Grijpstra & De Gier: Tunnel - Gerard Keunen
- 2006 - Man & Paard: aflevering 4 - Arie
- 2008 - Meisje van het Tankstation - Han
- 2008 - Flikken Maastricht: Afl. 2.1 - Rijksrechercheur Van Dalen
- 2011 - Van God Los: Afl. 1.4 - Baas fabriek
- 2012 - Moordvrouw: Alfons van Zijl - korpsmariniers
- 2012 - Beatrix, Oranje onder vuur - Geert Wilders
- 2012 - Alles is familie - Harald
- 2016 - Gratis (korte film) - Ruud
- 2019 - Kees en Co - Wijkagent Arie
- 2020 - Klem (televisieserie Baas/opdrachtgever FIOD
- 2021 - Thuisfront - vader van Gerben
- 2022 - Tweede Hans - koorlid

### Musicals
- 2007 - Jungle Boek - Beer Baloo en houthakker
- 2010/2011, feb - jun 2012, jan 2013 - heden - Soldaat van Oranje - Generaal Van 't Sant

### Gastrol
- Het Sinterklaasjournaal (2012), Medewerker van de boekhandel